# Joppatowne (Maryland)
Joppatowne és una concentració de població designada pel cens dels Estats Units a l'estat de Maryland. Segons el cens del 2000 tenia 11.391 habitants.

## Demografia
Segons el cens del 2000, Joppatowne tenia 11.391 habitants, 4.366 habitatges, i 3.217 famílies. La densitat de població era de 639,3 habitants/km².
Dels 4.366 habitatges en un 32,7% hi vivien nens de menys de 18 anys, en un 58,9% hi vivien parelles casades, en un 10% dones solteres, i en un 26,3% no eren unitats familiars. En el 20,4% dels habitatges hi vivien persones soles el 6,1% de les quals corresponia a persones de 65 anys o més que vivien soles. El nombre mitjà de persones vivint en cada habitatge era de 2,61 i el nombre mitjà de persones que vivien en cada família era de 3,01.
Per edats la població es repartia de la següent manera: un 24,1% tenia menys de 18 anys, un 7,2% entre 18 i 24, un 31,5% entre 25 i 44, un 26,6% de 45 a 60 i un 10,6% 65 anys o més.
L'edat mediana era de 38 anys. Per cada 100 dones de 18 o més anys hi havia 95,6 homes.
La renda mediana per habitatge era de 57.799 $ i la renda mediana per família de 61.528 $. Els homes tenien una renda mediana de 40.224 $ mentre que les dones 29.055 $. La renda per capita de la població era de 24.024 $. Entorn del 4% de les famílies i el 4,9% de la població estaven per davall del llindar de pobresa.

## Poblacions més properes
El següent diagrama mostra les poblacions més properes.